# Autorinnen und Autoren der Schweiz
Autorinnen und Autoren der Schweiz (A*dS), ebenso lautend Autrices et Auteurs de Suisse oder Autrici ed Autori della Svizzera oder Auturas ed Auturs da la Svizra, ist ein Autoren-Verband in der Schweiz. Er wurde am 12. Oktober 2002 in Bern unmittelbar nach Auflösung des Schweizerischen Schriftstellerinnen- und Schriftsteller-Verbandes (SSV) und der Gruppe Olten (GO) gegründet. Ziel war es, wieder alle Autoren in einem gemeinsamen Schweizer Verband zu vereinen. Der A*dS, rechtlich nach Art. 60 ZGB ein Verein, zählt (Stand 2022) 1000 Mitglieder.

## Ziele
Der A*dS versteht sich als Berufsverband der Schweizer Autoren. Sein Aufgabenbereich umfasst:
- Verteidigung der Interessen der Autoren gegenüber den Verlegern und der Rechtenutzer (Urheberrecht, Honorare)
- Abschluss von Kollektivverträgen mit Mindestgarantien für seine Mitglieder
- Honorarzuschüsse für Mitglieder
- Förderung der Kultur und der Meinungsfreiheit
- Förderung der Literaturforschung
- Verteidigung der Menschenrechte, insbesondere der Meinungs-, Rede- und Pressefreiheit
- Förderung des Austauschs zwischen Autoren im In- und Ausland
- Förderung der Verbreitung von Literatur
- Steigerung des gesellschaftlichen Ansehens von Literatur

## Leistungen
Der Verein unterstützt Autoren, beispielsweise durch:
- Preise
- Lilly-Ronchetti-Preis
- Werkbeiträge
- Honorarzuschüsse für Lesungen, Zeitschriftenbeiträge und literarische Publikationen
- Beratung von Autoren (fachlich, wirtschaftlich, juristisch)
- soziale Unterstützung
- Vermietung von Schreiborten (derzeit eine Wohnung auf dem Montmartre)

Diese Leistungen werden aus den Mitgliederbeiträgen, aus Mitteln des Bundesamtes für Kultur (BAK) und aus Spenden finanziert.

## Mitgliedschaften
Der A*dS ist u. a. Mitglied folgender Gesellschaften und Verbände:
- CEATL (Conseil Européen des Associations de Traducteurs littéraires)
- European Writers’ Council
- Pro Litteris
- Schweizerische Schillerstiftung
- Société Suisse des Auteurs
- Solothurner Literaturtage
- Suisseculture

Zum Welttag des Buches am 23. April 2008 gründeten die Autorinnen und Autoren der Schweiz gemeinsam mit dem Verband deutscher Schriftsteller, dem Bundesverband junger Autoren und Autorinnen und IG Autorinnen Autoren das Aktionsbündnis für faire Verlage.

## Präsidium
Erste Präsidentin war Theres Roth-Hunkeler. An der Generalversammlung (GV) vom 29. April 2007 im Schweizerischen Literaturinstitut in Biel wurde Francesco Micieli zu ihrem Nachfolger gewählt, der seinerseits an der GV vom 29. Mai 2010 von Reto Finger abgelöst wurde. Von 2012 bis 2016 war Raphael Urweider Präsident, von 2016 bis 2019 die literarische Übersetzerin Jacqueline Aerne, seit 2019 hat der Schriftsteller und Übersetzer Nicolas Couchepin diese Funktion inne.

## Archiv
Mit der Zusammenlegung der beiden Schriftstellerorganisationen SSV und Gruppe Olten (GO) zum neuen Dachverband Autorinnen und Autoren der Schweiz (A*dS) ist auch das Archiv des A*dS ins Schweizerische Literaturarchiv gelangt. Die erste Lieferung mit Material des A*dS erfolgte 2013 und wird seither laufend erweitert.

## Publikationen
1962 gab der damalige SSV zu seinem 50-jährigen Bestehen ein Lexikon der Schweizer Schriftsteller heraus:
- Schweizer Schriftsteller der Gegenwart. Ecrivains suisses. Scrittori Svizzeri. Scriptuors Svizzers. Francke, Bern 1962.

1978 erschien eine neue Ausgabe, in der neu auch Nicht-Mitglieder des SSV (also vor allem auch Mitglieder der GO) aufgenommen wurden:
- Schweiz – Suisse – Svizzera – Svizra. Schriftsteller der Gegenwart. Ecrivains d’aujourd’hui. Scrittori d’oggi. Scripturs da nos dis. Verbandsdruckerei, Bern 1978.

Zehn Jahre später erschien (mit einem angehängten Nekrolog) eine Neuausgabe, auf den Stand vom 1. Januar 1987 gebracht:
- Grégoire Boulanger, Otto Böni, Lou Pflüger: Schriftstellerinnen und Schriftsteller der Gegenwart: Schweiz. Hrsg. vom Schweizerischen Schriftstellerinnen- und Schriftsteller-Verband SSV. Sauerländer, Aarau/Frankfurt am Main/Salzburg 1988, ISBN 3-7941-2933-4.

Die letzte, aktualisierte, wiederum mit einem Nekrolog versehene (und unterdessen vergriffene) Neuausgabe erschien 2002:
- Peter A. Schmid (Hrsg.): Schriftstellerinnen und Schriftsteller der Gegenwart. Sauerländer, Aarau 2002.

Ein Lexikon der Schweizer Jugendschriftsteller erschien 1963:
- Dino Larese (Hrsg.): Schweizer Jugendschriftsteller der Gegenwart. St. Gallen 1963.